# کتابخانه ملی استرالیا
کتابخانه ملی استرالیا در شهر کانبرا که پایتخت استرالیا است قرار دارد. این کتابخانه بزرگ‌ترین کتابخانه استرالیا و یکی از مهم‌ترین کتابخانه‌های پژوهشی و ارجاعی آن کشور به‌شمار می‌آید و از جمله مهم‌ترین، تاثیرگذارترین و گسترده‌ترین کتابخانه‌ها در میان کشورهای مشترک المنافع است.

## توضیحات کلی
کتابخانه ملی استرالیا (NLA)، که قبلاً کتابخانه ملی مشترک المنافع و کتابخانه پارلمان مشترک المنافع بود، بزرگ‌ترین کتابخانه مرجع در استرالیا است که بر اساس شرایط قانون کتابخانه ملی ۱۹۶۰ مسئول "نگهداری و توسعه یک مجموعه ملی از مواد کتابخانه ای، از جمله مجموعه ای جامع از مواد کتابخانه ای مربوط به استرالیا و مردم استرالیا، بنابراین به عنوان یک کتابخانه ملی عمل می‌کند. در پارکز، کانبرا، ACT واقع شده است.

## تاریخچه
تاریخچه کتابخانه ملی استرالیا به سال‌های نخستین بعد از تشکیل فدراسیون ایالت‌های مشترک‌المنافع در ۱۹۰۱ بازمی‌گردد. در ۱۹۰۲ به عنوان کتابخانه اولین پارلمان کشورهای مشترک‌المنافع تأسیس شد. پارلمان در نظر داشت کتابخانه ملی را مانند کتابخانه کنگره آمریکا در مجلس به وجود بیاورد. در آن زمان «کتابخانه مجلس مشترک‌المنافع» هم به مجلس فدرال و هم به مردم خدمت می‌کرد. در ۱۹۲۷، کتابخانه ملی استرالیا همراه با مجلس، از ملبورن به کانبرا انتقال یافت. در سال ۱۹۶۰ ماده قانونی «کتابخانه ملی» رسماً کتابخانه ملی را از کتابخانه مجلس جدا کرد در اگوست ۱۹۶۸ ساختمان جدیدی برای مجموعه و خدمات روبه افزایش کتابخانه ملی در کناره دریاچه برلی گریفین افتتاح شد. در ۱۹۹۱، در طراحی طبقه همکف ساختمان جدید تغییراتی داده شد تا محل‌هایی به عنوان مرکز بازدیدکنندگان و سالن نمایشگاه در آن تعبیه گردد. در این محل‌ها جنبه‌های جالبی از مجموعه ملی به نمایش گذاشته شده است. در اوایل ۱۹۹۴، مسئولیت‌های کتابخانه ملی استرالیا توسعه یافت و این کتابخانه تأسیس «نمایشگاه ملی نقاشی چهره» استرالیا را به عهده گرفت. اکنون به‌طور مستقل زیر نظر یک شورا اداره می‌شود. خدمات آرشیو بعدها از آن جدا شد و در حال حاضر «آرشیو استرالیا» به‌طور مستقل فعالیت می‌کند.

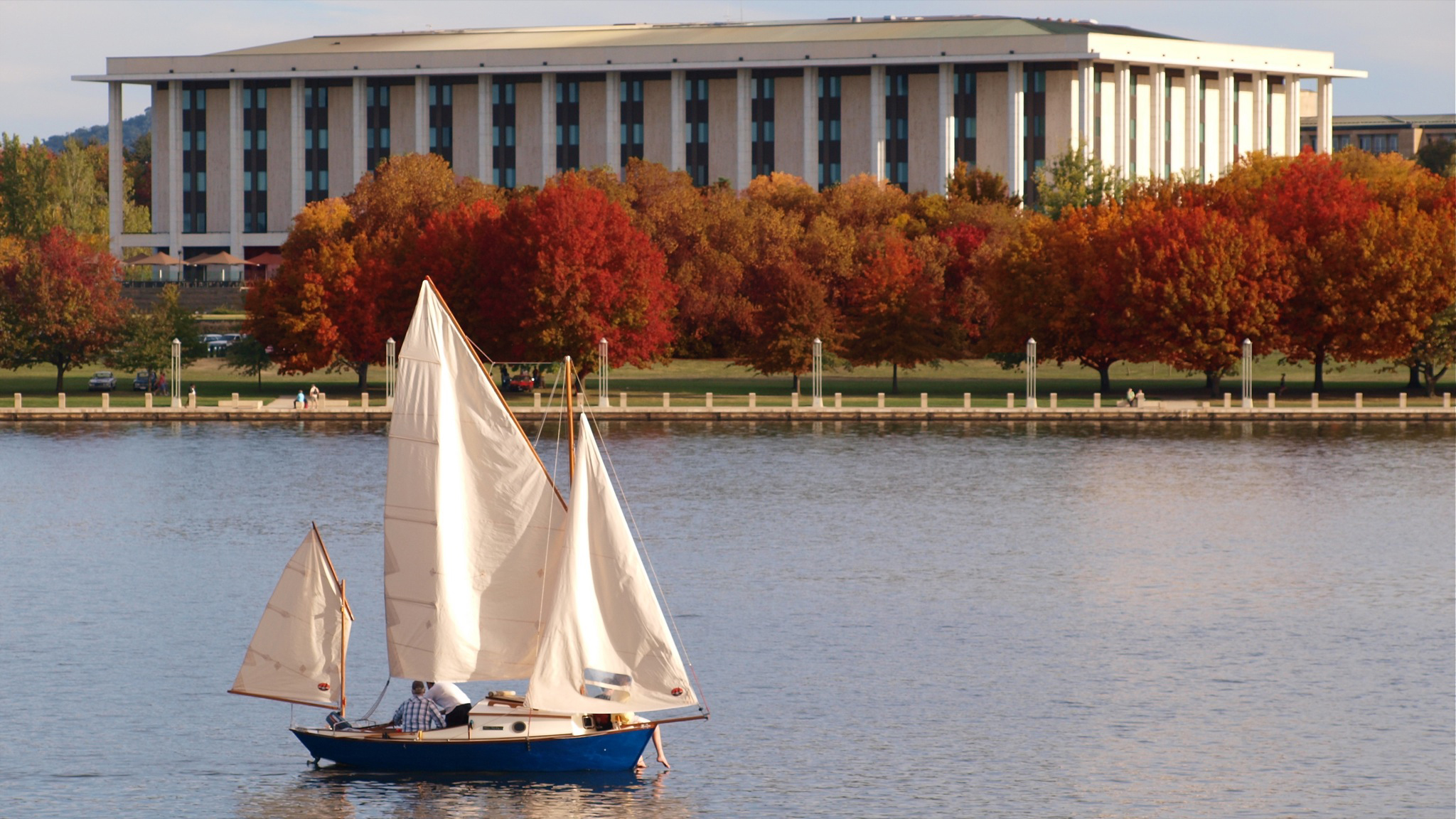
قایق بادبانی بر دریاچه برلی گریفین (کتابخانه از پشت این مناظر قابل رویت است)

## بخش‌ها
کتابخانه ملی استرالیا در پنج طبقه ساخته شده و طبقات مختلف آن شامل بخش‌های زیر است:
▪ تئاتر ـ سالن مطالعه تاریخ شفاهی ـ سالن مطالعه نقشه‌ها
▪ فروشگاه ـ سالن مطالعه روزنامه‌ها و ریز نگاشت‌ها ـ رستوران محل نمایشگاه‌ها
▪ کافه تریا ـ سالن مطالعه نسخه‌های خطی ـ مرکز دیدارکنندگان
▪ اغذیه فروشی ـ سالن مطالعه مجموعه‌های آسیایی ـ سالن مطالعه اصلی
▪ سالن مطالعه مواد مصور ـ سالن مطالعه فیلم و ویدئو

## اهداف
اهداف اصلی کتابخانه ارائه خدمات اطلاعاتی، جمع‌آوری منابع کتابخانه‌ای و تهیه کتاب‌شناسی‌ها است. گسترش و حمایت از استفاده مشترک از منابع و خدمات تعاونی، حفظ و نگهداری منابع کتابخانه‌ای از دیگر اهداف این کتابخانه می‌باشد.

## مجموعه‌ها
مجموعهٔ کتابخانه در سال ۱۹۹۱ کلاً حدود ۴٬۸۵۰٬۰۰۰ شامل ۲٬۷۰۰٬۰۰۰ مجلد کتاب، ۱۰٬۵۰۰ پیایند، و ۲٬۰۰۰٬۰۰۰ میکرو فیش بوده است.

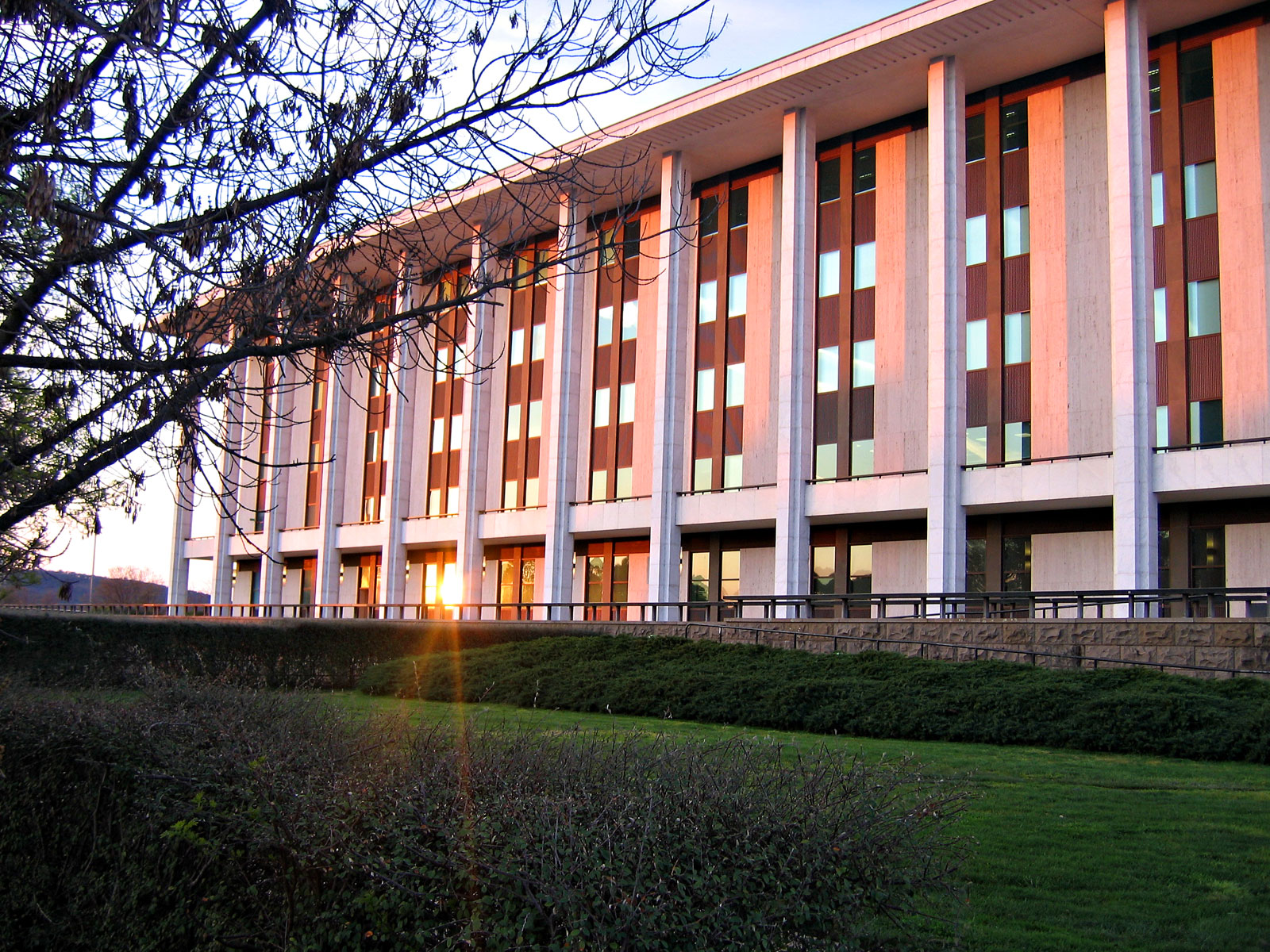
نمای کتابخانه در هنگامه غروب

## فعالیت‌ها و خدمات
از فعالیت‌های اساسی کتابخانه تأسیس شبکه ملی استفاده مشترک از منابع است که در آن حدود ۸ میلیون منبع و ۱۳ میلیون محل نگهداری وجود دارد و علاوه بر استفاده‌های فهرست‌نویسی، کتابخانه‌های سراسر کشور را برای استفاده مشترک از منابع یکدیگر و انجام امانت بین کتابخانه‌ای کمک می‌کند. در سال ۱۹۹۱ بیش از ۱۱۰۰ کتابخانه از امکانات ABN استفاده کرده‌اند. کتابخانه ملی از ۱۹۸۰ نقش عمده‌ای در هدایت و راهنمایی به عهده داشته است. در ۱۹۸۸ گرد همایی کتابداران استرالیا را تشکیل داد که طی آن تصمیماتی در مورد خدمات کتابخانه‌ای و اطلاع‌رسانی تا سال ۲۰۰۰ گرفته شد. در ۱۹۹۲ در کنفرانس "Towards federation 2001" که بر همین مبنا برنامه‌ریزی شده بود، دستور جلسه مشابهی برای گسترش و کنترل دستیابی به مجموعه استرالیا تهیه شد.

## کارکنان
کل کارمندان آن ۵۸۹ نفر است که ۲۲۴ نفر آن متخصص و کارشناس هستند.